# Voorwaar
Voorwaar was een Nederlands driekoppig cabaretgezelschap afkomstig uit Giessenburg (gemeente Molenlanden). Het gezelschap werd opgericht in 1998 en bestond sindsdien uit Reyald Bogerd, Tim van Wijngaarden en Teus Visser. De groep was vooral bekend onder christelijke jongeren, met name door hun optredens op het jaarlijkse Flevo Festival maar ook door optredens op conferenties en bij activiteiten van kerken. De leden van Voorwaar noemen de eigen voorstellingen geen "christelijk cabaret", maar zagen zichzelf als christenen die cabaret maken.
Voorwaar stopte in 2008. Daarna is Van Wijngaarden solo verdergegaan onder de naam Timzingt. Reyald Bogerd regisseerde cabaretier Kees Versteeg en cabaretduo TohoeWabohoe. Na hun afscheidstournee speelde Voorwaar nog een aantal keer o.a. op de jaarlijkse Nederlandse versie van New Wine.

## Voorwaar in de landelijke media
In 2002 deed Voorwaar mee aan het Leids cabaretfestival. In 2003 werkte Voorwaar mee aan het project Revelationvan de Evangelische Omroep, rondom het Bijbelboek Openbaring van Johannes.
In oktober 2005 verscheen Voorwaar in het televisieprogramma Zoekt en gij zult vinden van de NCRV, om commentaar te geven op de vraag "Heeft God humor?". Hun manier van cabaret maken over geloof werd hierin vergeleken met het cabaret van De Bloeiende Maagden. In tegenstelling tot de dames uit die cabaretgroep gaven de heren van Voorwaar aan dat zij een morele grens hadden waar ze met hun grappen niet overheen wilden gaan.

## Discografie
- 2002 Net Niet - cd
- 2004 Net Goed - cd met delen van '(Herrie)' en liedjes o.a. uit 'Blijven slapen'
- 2005 Blijven slapen - dvd/cd-box met het programma 'Blijven slapen'
- 2008 Mooi Zo! Hoogtepunten van 9 jaar Voorwaar - dubbel dvd met het afscheidsprogramma 'Mooi Zo!' en extra materiaal, o.a. het programma 'Star'

## Programma's
- 1998 De verhalen van de Dromer
- 2000 (Herrie)
- 2003 Blijven slapen
- 2005 Star
- 2007 Mooi Zo! - afscheidsprogramma